# فرنگیس (نام کوچک)
فرنگیس یک نام زنانه است. افراد شاخص با این نام از این قرارند:
- فرنگیس، یکی از شخصیت‌های زن در شاهنامه
- فرنگیس فروهر، متولد ۱۳۱۹، بازیگر
- فرنگیس یگانگی، متولد ۱۲۹۵، بنیانگذار صنایع دستی ایران
- فرنگیس حبیبی، متولد ۱۳۲۵، روزنامه‌نگار ایرانی ساکن فرانسه
- فرنگیس حیدرپور، متولد ۱۳۴۱، قهرمان غیرنظامی جنگ ایران و عراق